# Эвандр (царь Ликии)
Эвандр (др.-греч. Εὔανδρος) — в греческой мифологии сын и преемник ликийского царя Сарпедона (старшего).

## Биография
Об Эвандре, царе ликийском, сообщает только Диодор Сицилийский, называя сыном Сарпедона Старшего, мужем Деидамеи, дочери Беллерофонта, и отцом Сарпедона (младшего), участника Троянской войны. Не исключено, что появление Эвандра было вызвано необходимостью заполнения пробела в генеалогии царей Ликии между Сарпедоном, братом Миноса, и Сарпедоном, воевавшим под Троей.